# Trachylepis varia
Trachylepis varia (східний мінливий сцинк) — вид сцинкоподібних ящірок родини сцинкових (Scincidae). Мешкає в Східній і Південній Африці.

## Поширення і екологія
Східні мінливі сцинки поширені від Еритреї, Ефіопії і Сомалі на південь до Південно-Африканській Республіці. Вони живуть в лісах і прибережних заростях, у вологих і сухих саванах. Зустрічаються на висоті до 4400 м над рівнем моря.